# Chassalia afzelii
Chassalia afzelii är en måreväxtart som först beskrevs av William Philip Hiern, och fick sitt nu gällande namn av Karl Moritz Schumann. Chassalia afzelii ingår i släktet Chassalia och familjen måreväxter. Inga underarter finns listade i Catalogue of Life.